# Apanteles atreus
Apanteles atreus är en stekelart som beskrevs av Nixon 1973. Apanteles atreus ingår i släktet Apanteles och familjen bracksteklar. Inga underarter finns listade i Catalogue of Life.